# SOLEIL (アルバム)
『SOLEIL』（ソレイユ）は、岡村孝子の通算4枚目のオリジナル・アルバム。1988年7月1日発売。発売元はファンハウス（現・ソニー・ミュージックレーベルズ）。

## 解説
- 初めてのリミックス・アルバム『After Tone』（1987年11月25日）を挟んでリリースされた、4枚目のオリジナル・アルバム。1988年のオリコン年間アルバムヒットチャートでは第15位にランクされた。
- タイトルの“ソレイユ”とは、フランス語で「太陽」を意味する単語である。
- 日本テレビ系のテレビドラマ『風少女』（出演: 後藤久美子他）の主題歌となった8thシングル「Believe」が収録された。
- また、収録曲の「TODAY」が9枚目のシングルとして本アルバムと同時発売されている。シングルB面曲も同じく収録曲の「輝き」で、当楽曲は花王製品「シャンプー・メリット」のCMソングに起用された。
- 1987年2月4日に発表された楽曲「夢をあきらめないで」のヒットや、前出のリミックス・アルバム『After Tone』のロング・ヒットが追い風となり、オリコンのアルバム・ヒットチャートでソロ初の第1位を獲得した（7月11日付）[1]。
- また、あみん時代を通じてもアルバムでは初の1位であった（シングルでは「待つわ」が6週連続1位を獲得している。詳細は「待つわ」参照）。
- 同年12月5日には、10thシングルとして「クリスマスの夜」がシングルカットされた。
- 当楽曲は元々、クリスマス・コンサート用の楽しい曲にするつもりが失恋ソングになってしまった、とのちに語っている[2]。
- 2001年6月20日には、価格を改定したリニューアル盤が再発売された（規格品番：FHCF-2514）。

## 収録曲
1. TODAY（5:29）
  - 9thシングル。ユーロビート調の楽曲。
  - 岡村は「この曲がなかったら、このアルバムは完成しなかったかも」と語っている[2]。
2. ドラマ（4:00）
3. あなたと生きた季節（5:13）
  - 曲が完成したとき泣いていたという、入魂のバラード。
  - 29thシングル「心のフレーム」（2004.8.25）の限定盤DVDにライヴ映像が収められている[3]。
4. ソレイユ（4:37）
  - アルバム・タイトルチューン。
5. クリスマスの夜（5:06）
  - 1988年のクリスマス・シーズンに10thシングルとしてシングルカットされた。
  - 「夏の日の午後」（4thシングル）・「秋の日の夕暮れ」（3rdアルバム）と姉妹関係にある楽曲。
  - 2003年発売の13thアルバム『TEAR DROPS』にセルフカヴァー収録。
6. 輝き（5:10）
  - 9thシングル「TODAY」のB面曲。音楽の教科書に掲載されたことがある。[要出典]
  - 花王・シャンプー「メリット」 CMソング。
7. 私の空（5:11）
8. Believe（5:02）
  - 8thシングル。日本テレビ系テレビドラマ『風少女』主題歌。
9. 白い夏（4:57）
  - 海岸を舞台に、失恋した女性を歌ったバラード。
  - 2000年発売の12thアルバム『Reborn』にセルフカヴァー収録。

全作詞・作曲: 岡村孝子
編曲: 田代修二 M-2・3・5・6・7・8・9、萩田光雄 M-1・4

## 関連作品
- TODAY
  - After Tone II
  - HISTOIRE
  - 岡村孝子ベスト SUPER BEST 2000
  - DO MY BEST
- あなたと生きた季節
  - After Tone II
  - Ballade
  - 岡村孝子ベスト SUPER BEST 2000
  - DO MY BEST
  - Best★BEST 岡村孝子
- ソレイユ
  - Ballade
- クリスマスの夜
  - After Tone II
  - HISTOIRE
  - 岡村孝子ベスト SUPER BEST 2000
  - TEAR DROPS
- 輝き
  - 夢をあきらめないで（アルバム）
  - TOY BOX
- Believe
  - After Tone II
  - HISTOIRE
  - 岡村孝子ベスト SUPER BEST 2000
  - TOY BOX
  - Best★BEST 岡村孝子
- 白い夏
  - Ballade
  - 夢をあきらめないで（アルバム）
  - Reborn